# 陈树功
陈树功（1916年—1994年），男，广东大埔人，中国制糖工程专家，曾任华南工学院教授、博士生导师。